# Rue Alexandrovskaïa

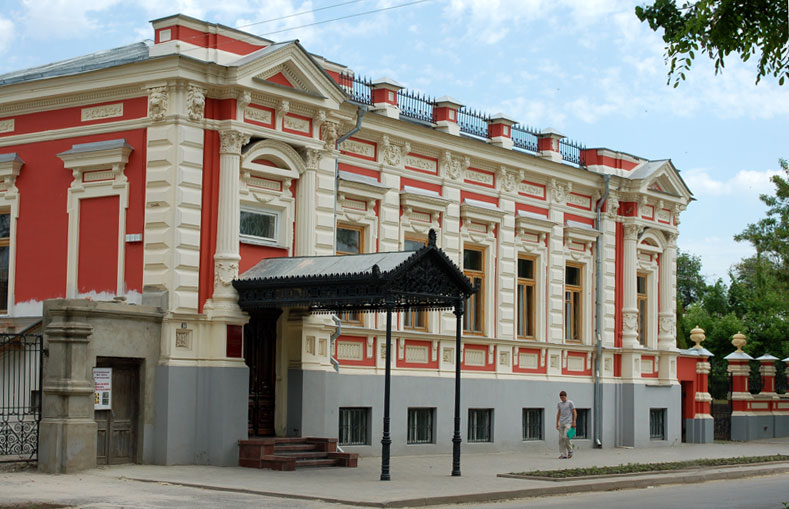
Façade du musée d'Art de Taganrog.

La rue Alexandrovskaïa (Александровская улица), ou rue Alexandre, est une grande rue du centre historique de Taganrog en Russie. Elle doit son nom à l'empereur Alexandre Ier de Russie.

## Géographie
La rue s'étend de la ruelle Nekrassov à la grande perspective (avenue). Sa longueur est de 4 145 mètres. La numérotation commence à partir de la ruelle Nekrassov.

## Histoire
La rue retrouve son nom historique en 1998. Elle avait été baptisée rue Sverdlov entre 1923 et 1998. Son nom lui a été donné en 1904.

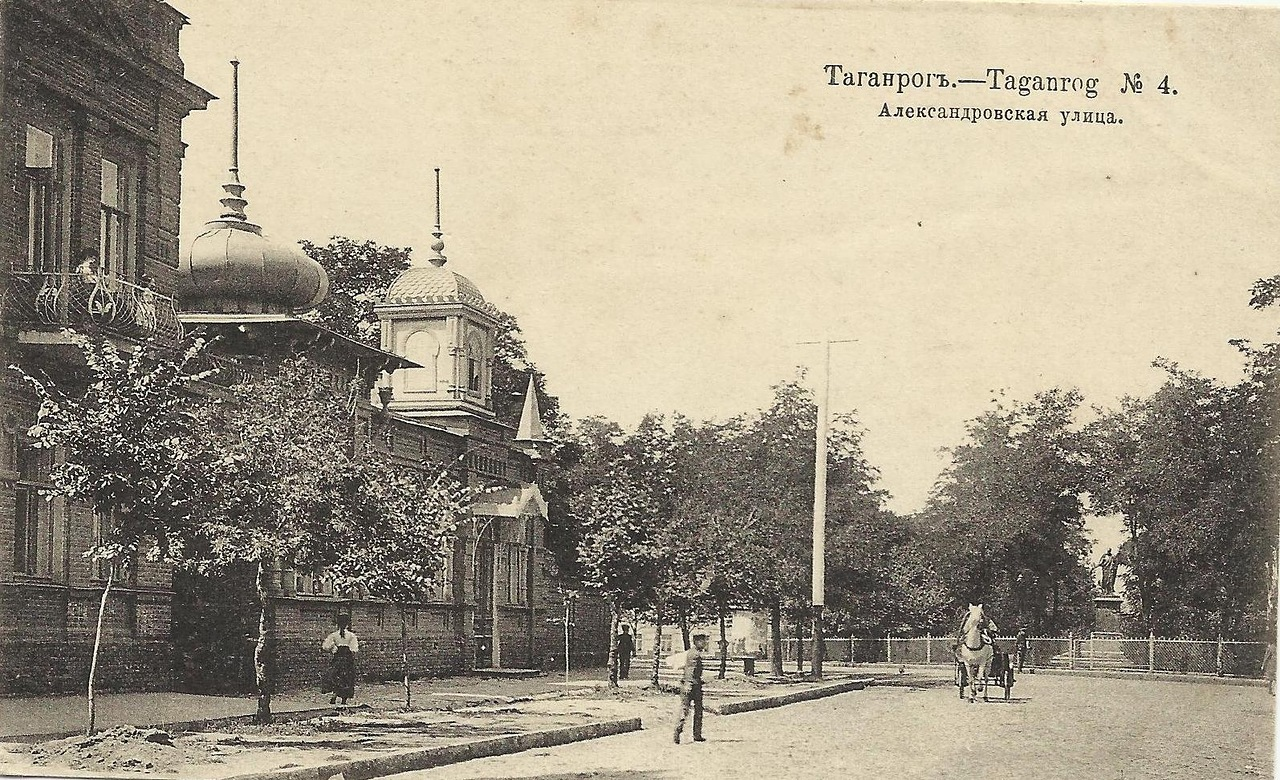
La rue au début du XXe siècle.

## Édifices remarquables
- «Marché cosaque » au n° 21.
- Foyer estudiantin n° 3 au n° 30.
- Douane  de Taganrog au n° 53.
- Musée d'Art de Taganrog au n° 56.
- Maison des Pionniers (jusqu'en 1991) au n° 60.
- Maison Parnokh au n° 62.
- Musée de l'épicerie du père de Tchekhov au n° 100[3].
- Maison  ronde au n° 107.

## Monuments
- Statue d'Alexandre Ier - place Alexandre (ou Alexandrovskaïa)